# Nécropole nationale de Luynes
La nécropole nationale de Luynes est un cimetière militaire de la Première et de la Seconde Guerre mondiale, situé dans le quartier de Luynes, à Aix-en-Provence, dans le département des Bouches-du-Rhône, en France.

## Historique
La Nécropole nationale de Luynes a été aménagée de 1966 à 1969. Elle est située à quelques kilomètres du centre historique d'Aix-en-Provence.
La construction de cette nécropole fut décidée pour rendre hommage aux combattants de l’Union française morts dans le sud-est de la France pendant la Première Guerre mondiale où étaient cantonnées les troupes coloniales retirées du front pendant l'hiver et où furent soignés des blessés ou des malades évacués du front occidentale ou du front d'Orient. Plusieurs milliers de soldats des troupes coloniales moururent dans les hôpitaux du sud-est de la France et inhumés dans des carrés militaires de cimetières communaux. Ces dépouilles furent transférées dans la nécropole de Luynes dans les années 1960.
Des soldats de la Seconde Guerre mondiale morts au combat ou des suites de leurs blessures lors du débarquement de Provence, en août 1944 ont également été inhumés dans cette nécropole.

## Description
D'une superficie d'environ 5 ha, la nécropole de Luynes rassemble des tombes de 11 424 soldats français morts dont 8 347 lors de la Première Guerre mondiale parmi lesquels des Malgaches et des Indochinois rappelant ainsi la participation des habitants de l’Empire colonial à l’« effort de guerre ».
3 077 soldats de la Seconde Guerre mondiale reposent aussi dans cette nécropole. 
Au total, 8 402 soldats reposent dans des tombes individuelles et 3 022 dans des ossuaires.
Plusieurs monuments commémoratifs ont été érigés dans son enceinte.

## Galerie

Nécropole nationale de Luynes & Parc mémorial de Provence
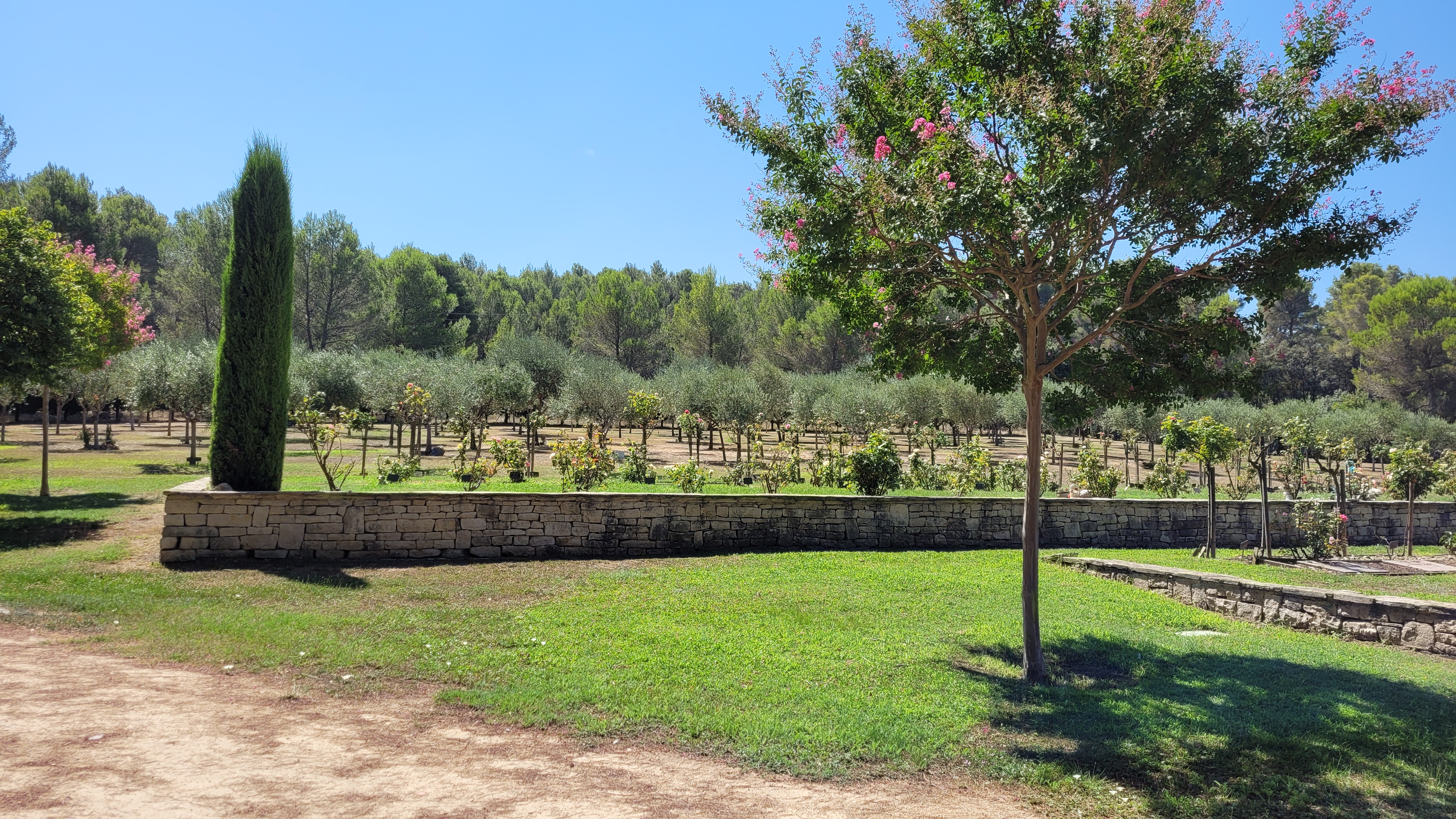
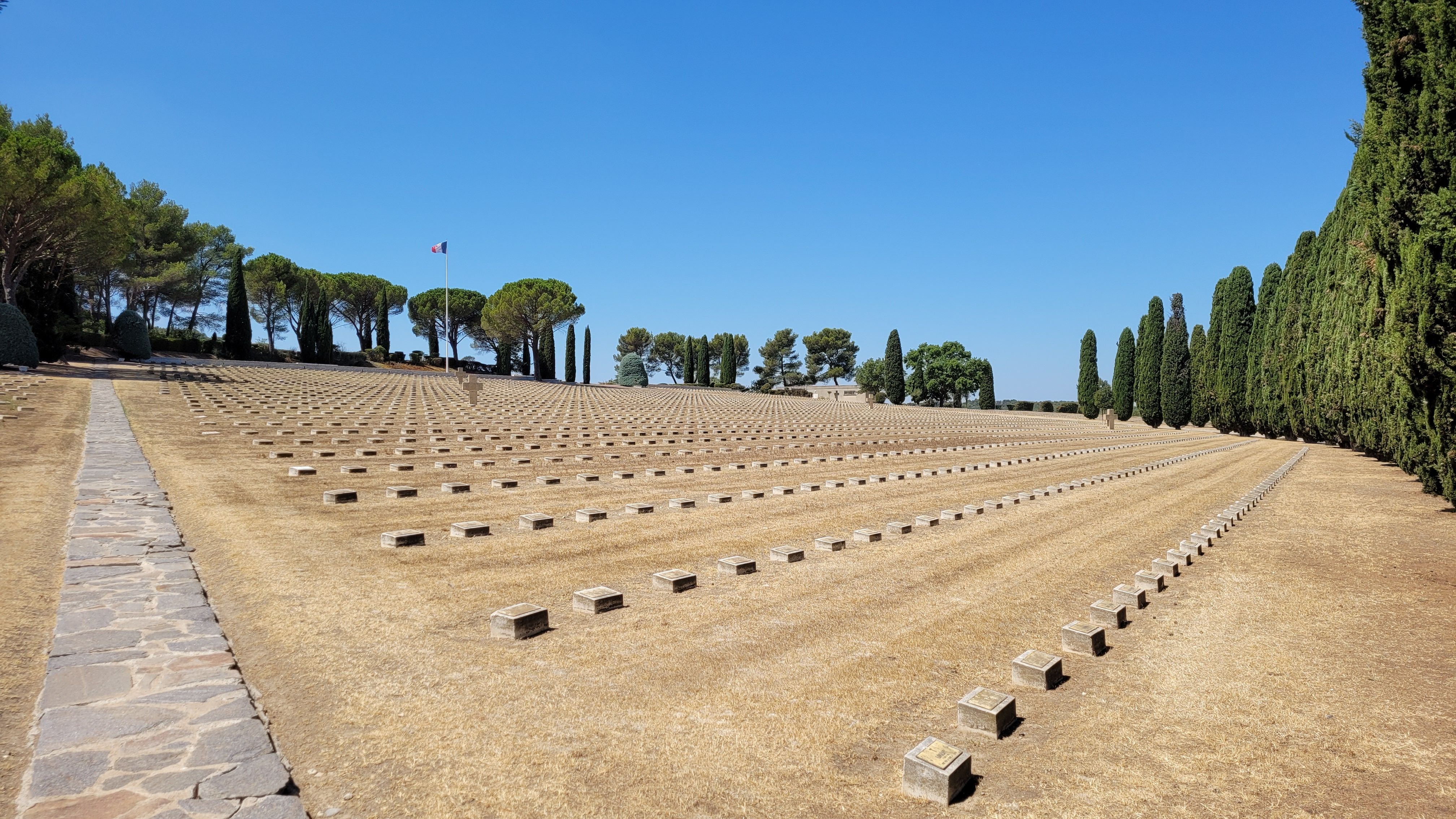
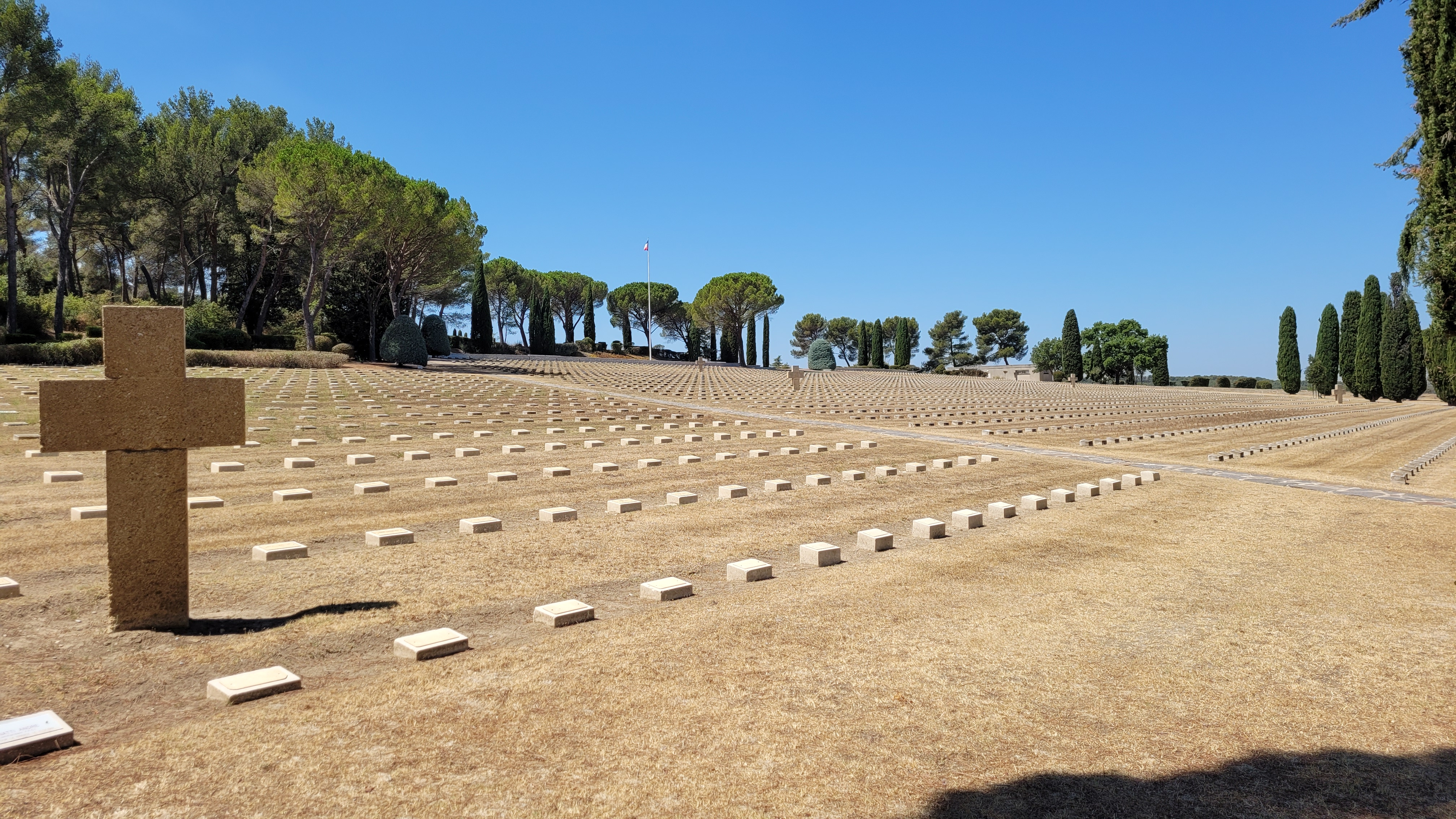
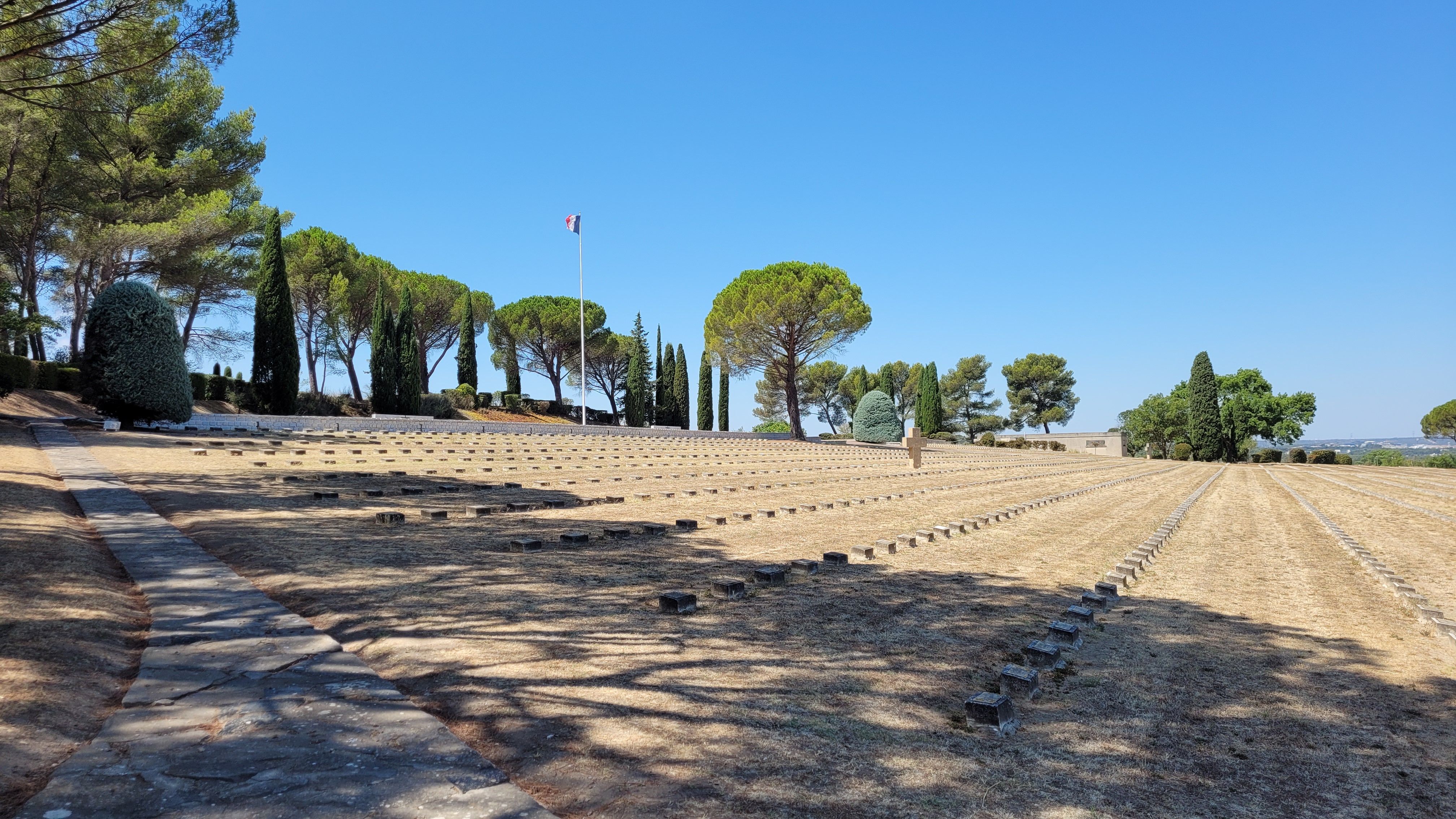
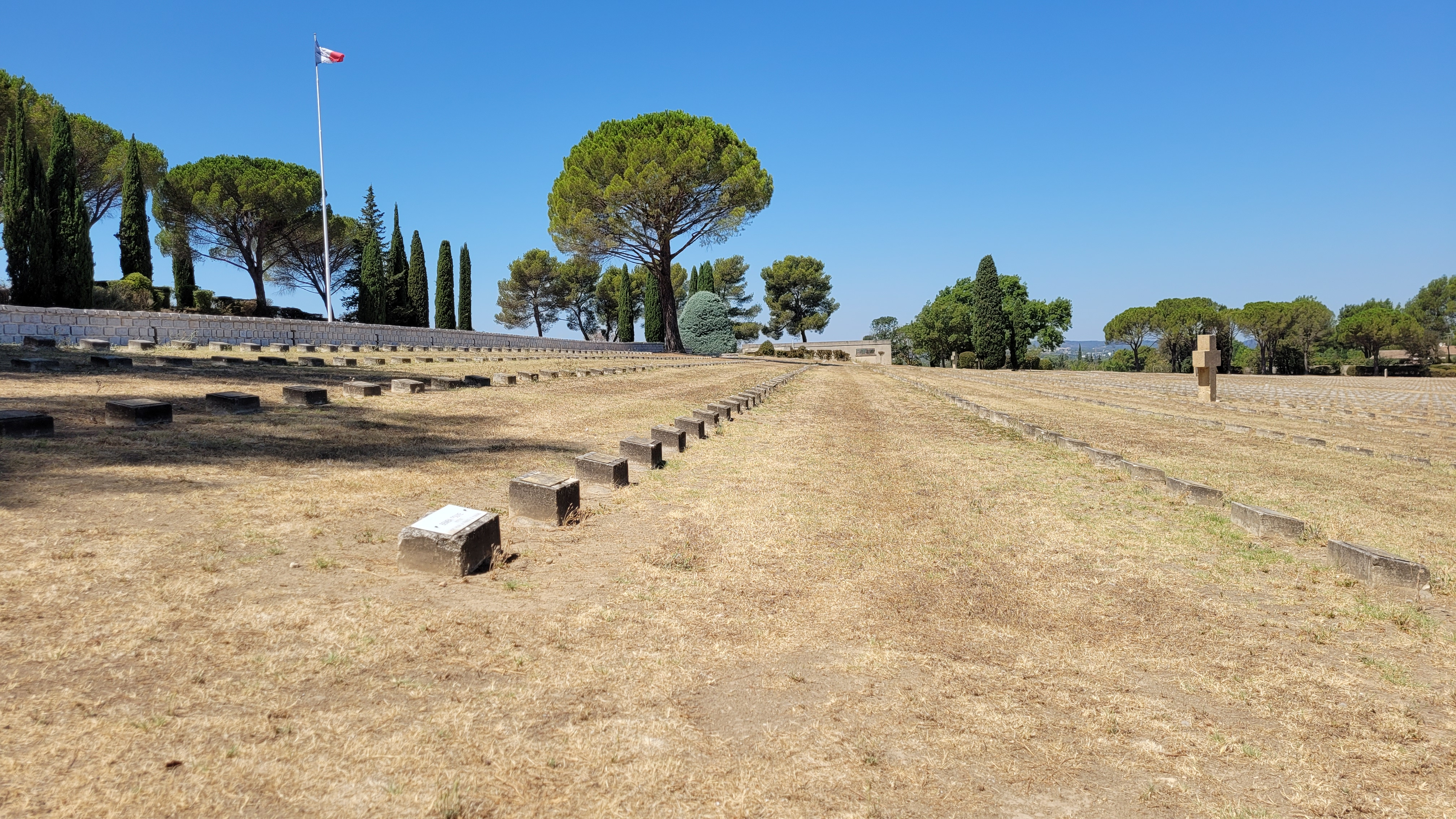
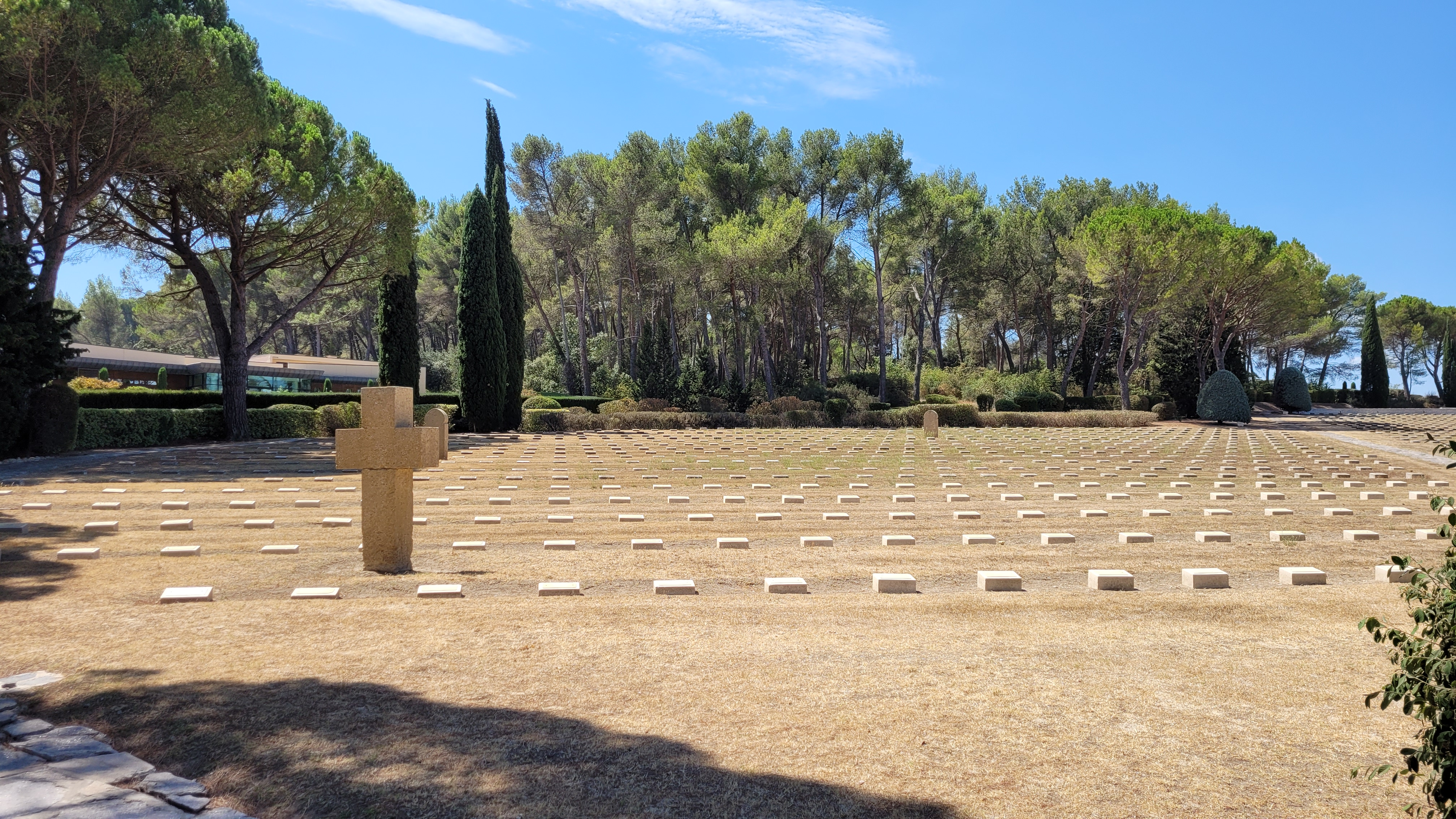
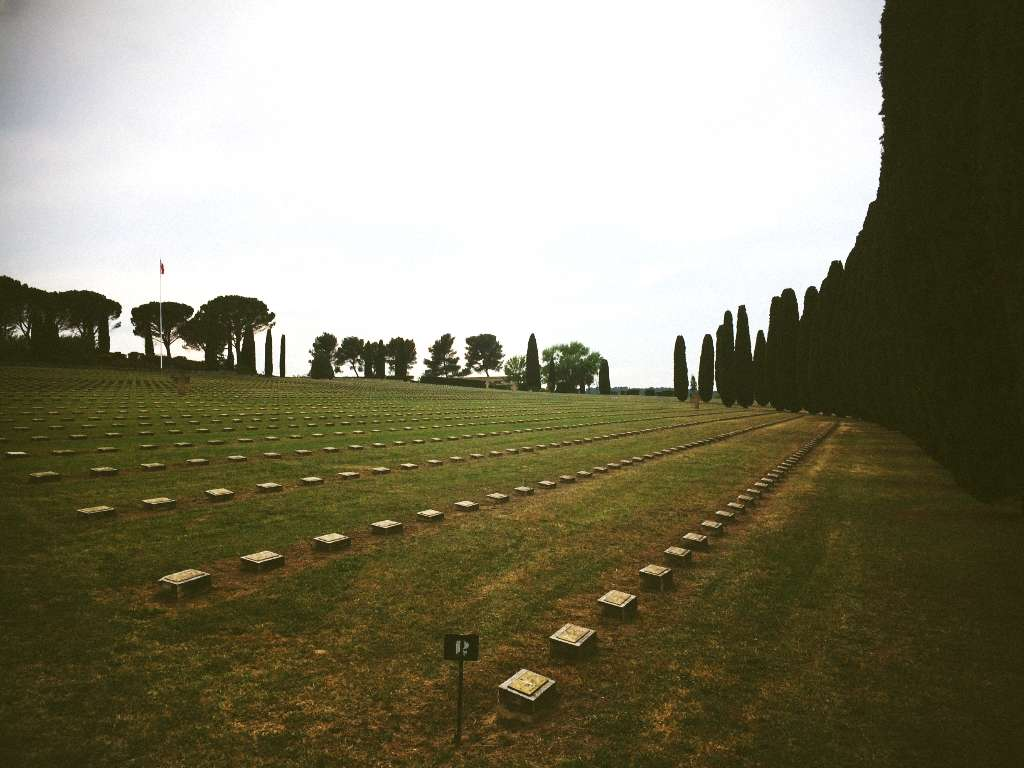